# الحزب الوطني لجيل الاستقلال
الحزب الوطني لجيل الاستقلال أو جيل الاستقلال، هو حزب سياسي مغربي سابق، نشأ عام 1999 من قبل عمر بن سليمان، بعد الانشقاق عن حزب التقدم والاشتراكية.
وفي عام 2002 أعلن الحزب مقاطعته للانتخابات التشريعية مبررًا موقفه بحقيقة أن «الانتخابات في المغرب تبدو نزيهة».